# Rogača (gmina Lučani)
Rogača (cyr. Рогача) – wieś w Serbii, w okręgu morawickim, w gminie Lučani. W 2011 roku liczyła 277 mieszkańców.